# Конецкая (Анненское сельское поселение)
Конецкая — деревня в Вытегорском районе Вологодской области.
Входит в состав Анненского сельского поселения, с точки зрения административно-территориального деления — в Анненский сельсовет.
Расположена на трассе А119. Расстояние по автодороге до районного центра Вытегры — 53 км, до центра муниципального образования села Анненский Мост — 2 км. Ближайшие населённые пункты — Анненский Мост, Бессоново, Морозово.
По переписи 2002 года население — 61 человек (32 мужчины, 29 женщин). Преобладающая национальность — русские (97 %).